# Louis Notari
Pour les articles homonymes, voir Notari.
Louis Notari (monégasque : Lui̍ Notari), né le 2 octobre 1879 à Monaco et mort le 3 septembre 1961 à Monaco, est un écrivain, poète et personnage public monégasque investi dans la vie politique et culturelle de la principauté. Il est considéré comme le père de la littérature et l'« éveilleur de la conscience nationale » monégasques,.
Le premier à avoir codifié le monégasque dans une langue écrite, Louis Notari est notamment l'auteur de l'hymne national de la principauté de Monaco en langue monégasque (les paroles étaient en français depuis sa composition par Théophile Bellando de Castro). Il écrivit également La Légende de sainte Dévote, patronne de la principauté et de la famille princière, qui représente « le premier ouvrage littéraire monégasque » et son œuvre la plus connue, et les paroles de la musique Campanin de San Niculau, un grand classique de la Principauté, d'ailleurs très apprécié par le prince Rainier III de Monaco, qui demanda dans ses dernières volontés que cette musique, composée par Joseph Bergonzi, soit jouée lors de ses funérailles le 15 avril 2005. Le Campanin fut également joué lors des célébrations des 700 ans de la dynastie des Grimaldi en janvier 1997 sur le port de Monaco.
Poète, humaniste et homme public discret, son œuvre est importante car elle constitue le premier ouvrage de littérature proprement monégasque, cette langue ne s'étant exprimée jusque-là qu'oralement.

## Biographie
Né à Monaco le 2 octobre 1879, Louis Notari est issu d'une des plus vieilles familles monégasques, dont la présence sur le Rocher remonte au XVIe siècle par la lignée maternelle. Il fait ses études secondaires classiques en Principauté, et côtoie au collège Guillaume Apollinaire. Une formation humaniste complète développe son goût des lettres - il pratique le grec et le latin - et des sciences. Il suit l'exemple familial et choisit le métier d'architecte.
Après avoir obtenu son diplôme d'ingénieur-architecte à l'École polytechnique de Turin, il est nommé ingénieur en chef - directeur des travaux publics par le prince Albert Ier en 1912 et entreprend d'importants travaux d'urbanisme qui ont marqué la Principauté. Parmi les très nombreuses réalisations qui ont jalonné sa carrière, on peut retenir la création du jardin exotique de Monaco, la construction de l'église du Sacré-Cœur de Monaco, la réalisation du grand collecteur d'eau, les grands travaux sur la moyenne corniche (voie routière reliant Monaco à Nice) dont la bretelle reliant la principauté à cette voie, l'aménagement des quartiers de l'hôpital et du cimetière, ainsi que la création de plusieurs artères de la ville. Il accomplit toute sa carrière au département des Travaux publics jusqu'en 1943, et demeure ingénieur en chef honoraire jusqu'à son décès.
Nommé conseiller d'État en 1944, il est également membre du conseil communal pendant de nombreuses années : il exerce les fonctions de deuxième adjoint au maire, chargé des travaux publics, de 1946 à 1955. Par ailleurs, il est président du conseil d'administration de la fondation Hector Otto (œuvre en faveur des personnes âgées à Monaco), président fondateur de l'Association de préhistoire et de spéléologie de Monaco et président du Comité national des traditions monégasques.
Fervent défenseur de la langue monégasque qu'il a étudiée scientifiquement, il est à l'origine de la grammaire monégasque et auteur de nombreuses œuvres littéraires écrites en monégasque. Érudit, Louis Notari puise l'inspiration de son œuvre poétique au contact de la nature, avec un goût prononcé pour la marche en montagne et ses connaissances approfondies du milieu naturel – faune, flore, minéralogie.
Dans un ouvrage consacré à Monaco pendant la Seconde Guerre mondiale, le journaliste Pierre Abramovici, signalant que « certains indices laissent penser qu'une frange nationaliste a pu être instrumentalisée par les fascistes », cite brièvement, et sans l'approfondir, le cas de Louis Notari. Dans le cadre de ses recherches sur l'identité monégasque, ce dernier est entré au cours des années 1930 en contact avec des universitaires italiens partisans du renouveau des langues régionales, dans le sens d'une fédération « latine », jugée par Abramovici « inféodée à la Rome fasciste ». Cette instrumentalisation s'est matérialisée, selon lui, par « quelques poèmes à la gloire du Duce »,.
Avec son épouse Dinah, Louis Notari eut sept enfants. Quatre d'entre eux embrassèrent une carrière d'architecte ou d'ingénieur : Jean (1906-1998), architecte, 7 fois élu au Conseil national - le parlement monégasque - dont il fut le vice-président de 1968 à 1978, et par ailleurs membre du Conseil de la Couronne de 1981 à 1998 ; José (1910-1996), adjoint au maire de Monaco ; Hubert (1914-1988), ingénieur polytechnicien, engagé comme officier de réserve dans l'armée française au cours de la Seconde Guerre mondiale et fait prisonnier par les Allemands ; Georges (1915-2004), ingénieur polytechnicien. Sa fille Roxane (1913-2004) fut la première femme politique monégasque, d'abord élue au Conseil communal en 1955 puis 4 fois élue au Conseil national de 1963 à 1983. Son fils Henri (1908-1946), docteur en médecine et engagé en soutien de la Résistance, a sauté sur une mine dans l'arrière-pays niçois. Enfin, sa fille Louise (1907-?) a été religieuse en Italie.
Louis Notari s’éteint le 3 septembre 1961 à Monaco. Depuis 1980, une rue et la Bibliothèque de Monaco portent son nom.

## Décorations
- Grand officier de l'ordre de Saint-Charles ;
- Officier de l'ordre du Mérite culturel monégasque (il est le premier Monégasque à recevoir cette décoration lors de sa création, avec Louis Aureglia) ;
- Chevalier de l'ordre de Saint-Grégoire-le-Grand ;
- Chevalier de l'ordre de la Couronne d'Italie.

Lors des funérailles du prince Louis II de Monaco, Louis Notari est chargé par le prince Rainier III de Monaco de porter un des coussins sur lesquels avaient été épinglées les décorations du « Prince-Soldat ».

## Principales œuvres
- Hymne national monégasque
- U Campanin de San Niculau
- A legenda de Santa Devota (1927)
- Se paga o nun se paga ? : Saynète monégasque en deux actes avec traduction littérale française (1933)
- O beau Monaco ! O belu Munegu ! (1937)
- Toca aiçi, Niculin!, adaptation monégasque de Embrassons-nous, Folleville d'Eugène Labiche (1937)
- Bülüghe munegasche : bluettes monégasques (1941) (recueil de fables monégasques)
- Quelques notes sur les traditions de Monaco (1960)
- U libru d'i aujeli (achevé de composer en 1946, publié en 2025) (recueil de poèmes en langue monégasque).